# Clastoptera lawsoni
Clastoptera lawsoni är en insektsart som beskrevs av Doering 1929. Clastoptera lawsoni ingår i släktet Clastoptera och familjen Clastopteridae. Inga underarter finns listade i Catalogue of Life.